# Лига спасения детей
Лига спасения детей  — организация, помогавшая беспризорным детям. Была создана в 1918 году. Прекратила существование в января 1921 года.

## История
Лига спасения детей была создана в 1918 году благодаря инициативе В. Г.  Короленко. Организация была утверждена Советом народных комиссаров. В течение небольшого промежутка времени Лига создала более 10 детских садов, клубов и 14 колоний. В Москве был открыт санаторий для детей. Преимущественно Лига занимала многоквартирные дома, где на территории 2-3-комнатной квартиры размещалось до 30 детей. Дети обеспечивались кровом, едой, медицинской поддержкой. С ними занимались подготовленные психологи и преподаватели, подход к детям был индивидуальный 
За время своего существования организация помогла 3,5 тысячам детей.
К январю 1921 года все детские объекты, подконтрольные Лиге спасения детей, были переданы в Московскому отделу народного образования.